# Sweet Smoke
Sweet Smoke est un groupe américain de rock psychédélique, originaire de New York. À plusieurs reprises, lors d'interviews, le groupe explique s'inspirer d'Eric Clapton, Jimi Hendrix, Frank Zappa, John Coltrane et The Beatles,.

## Biographie
Sweet Smoke est formé en 1967 à Brooklyn (New York). Les membres fondateurs du groupe sont Andrew Dershin, Michael Paris, Victor Sacco, Jay Dorfman et Marvin Kaminovitz. Sacco sera remplacé un peu plus tard par Steve Rosenstein. Le nom complet du groupe est alors Sweet Smoke of the Happy Plant Pipeful.
À ses débuts, le groupe se produit principalement dans des petits clubs des États-Unis, mais avec son image de hippie et son nom « Douce Fumée », il n’arrive pas à s’imposer sur les devants de la scène. Le groupe décide donc de s’exiler en Europe en 1969 et en profite pour sortir son premier album en Allemagne, Just a Poke en 1970.
Sweet Smoke est surtout connu pour ses performances live et ses longs morceaux improvisés (jam). C’est dans cet esprit que les deux morceaux de Just a Poke, Baby Night et Silly Sally, qui durent environ 16 minutes chacun, ont été produits. Baby Night est d’ailleurs probablement le morceau le plus connu du groupe puisqu’il contient en fait une reprise de In a World of Glass Teardrops de Jeremy and the Satyrs ainsi qu'un couplet de paroles repris du morceau The Soft Parade des Doors, mais c'est aussi une parfaite synthèse de la créativité de Michael Paris. Le second morceau, Silly Sally, est quant à lui surtout connu pour le long (plus de cinq minutes) solo de batterie de Dorfman auquel ont été ajoutés des effets stéréo et notamment un tape flange.
Grâce à ses concerts et aux musiciens qu’il invite sur scène, le groupe voit sa popularité croître de manière extraordinaire. Cependant, après la sortie de son second album, Darkness to Light (1973), dans lequel la guitare acoustique est mise en valeur, des tensions commencent à apparaître au sein du groupe. Paris et Rosenstein le quittent et après la sortie d’un album live en 1974, les membres restants se séparent. Ils s’éloignent tous du monde de la musique mais se réunissent une seule et unique fois en 1999.

## Membres
- Michael Paris - flûte, saxophone, voix
- Andy Dershin - basse, percussions
- Jay Dorfman - batterie et percussions
- Marvin Kaminowitz - guitare, percussions, voix
- Steve Rosenstein - guitare, voix
- Rochus Kuhn - violon, violoncelle
- Jeffrey Dershin - piano, percussions, voix
- Rick Greenberg - guitare rythmique, sitar
- John Classi - percussions
- Martin Rosenberg - percussions

## Discographie
- 1970 : Just a Poke
- 1973 : Darkness to Light
- 1974 : Live